# Graycassis
Graycassis là một chi nhện trong họ Lamponidae.